# Die Frau am Pranger
Die Frau am Pranger ist eine Erzählung von Brigitte Reimann, die 1956 im Verlag Neues Leben in Berlin erschien. Die Autorin hatte den Text als 22-Jährige geschrieben.

## Inhalt
Der Ortsbauernführer Horst Lange teilt im März 1943 der 27-jährigen Bäuerin Kathrin Marten den Kriegsgefangenen Alexej Iwanowitsch Lunjew zu. Kathrin bewirtschaftet den Martenhof zusammen mit ihrer tätigen Schwägerin Frieda Marten, einem älteren, ledigen, lauten Trampel. Der Ukrainer soll den beiden Frauen bei der Frühjahrsbestellung helfen. Hausherr Heinrich Marten, an der Ostfront zum Gefreiten befördert, war für drei Tage zum Heimaturlaub nach Hause gekommen und hatte die Einquartierung arrangiert. Alexej muss auf Geheiß von Frieda, der selbst ernannten Hausherrin, in der Scheune eingesperrt nächtigen und darf – gegen den Willen von Kathrin – nicht mit am Tisch essen. Alexej – von Hause aus Landwirt – arbeitet für drei. Auf einen Brief Heinrichs aus Russland, in dem geschrieben steht, er habe im Kampf gegen Partisanen auf Befehl Frauen und Kinder erschossen, reagiert Kathrin überraschend. Jählings setzt sie sich endlich gegen die Schwägerin Frieda durch. Sie holt Alexej ins Haus an den Esstisch. Allerdings wird er weiterhin abends in der Scheune eingeschlossen. Kathrin sucht aber Alexej manchmal an seinem Schlafplatz auf – zum Beispiel während der Bomber-Anflüge auf Berlin. Sie erzählt dem Gefangenen von den fünf Jahren ihrer kinderlosen Ehe. Wegen ein paar Morgen Ackerland war sie an Heinrich verschachert worden. Der Gatte hat Chancen bei den Dorfmädchen. So möchte die junge Grete Anders aus der unmittelbaren Nachbarschaft den kräftigen Bauer haben, kann ihn aber nicht kriegen.
Kathrin und Alexej kommen einander näher. Das bleibt nicht verborgen. Gretes Großvater, der alte Bauer Anders, ein übler Gerüchtemacher im Dorf, stichelt gern, wenn er über den Gartenzaun mit Kathrin ein paar Worte wechselt. Die junge Frau weiß aus der Zeitung, wie sogenannte deutsche „Russenhuren“ bestraft werden. Trotzdem – aus der Zuneigung wird Liebe.
Als Heinrich, nach weiteren vier Monaten Ostfront, hochdekoriert mit dem EK I, zum nächsten Kurzurlaub erscheint, tischt ihm der alte Anders das Gerücht über Kathrin auf.
Anders hat Sorgen mit seiner Enkelin Grete. Die junge Frau treibt sich in der Kreisstadt mit jungen Kerlen von der SS herum. In der Dorfkneipe verteidigt Heinrich seine Ehefrau Kathrin gegen die Reedereien und schlägt Kathrin allerdings dann daheim. Zwischen dem Ehepaar ist alles aus. Heinrich muss zurück an die Ostfront.
Die Liebe zu Alexej bleibt nicht ohne Folgen. Kathrin wird schwanger.
Grete Anders, von einem SS-Offizier geschwängert, kehrt ins Dorf heim. Der alte Anders, der gegenüber dem Ortsbauernführer Lange die SS mit deutlichen Worten moralisch verurteilt, wird abgeführt und kehrt nach ein paar Tagen geschunden als gebrochener Mann aus der Haft zurück.
Frieda denunziert Kathrin bei Horst Lange. Die Schwangere wird von der SS verhört, geschlagen und mit umgehängtem Schild „Ich bin eine Russenhure“ in der Kreisstadt an den Pranger gestellt. Der Kopf wird Kathrin öffentlich kahl geschoren, drei Steine fliegen – einer trifft – und Grete Anders spuckt Kathrin ins Gesicht.
Heinrich darf Kathrin im Zuchthaus zehn Minuten besuchen. Er hat sie für immer und ewig verloren. Die Schuld für den Verlust gibt er seiner Schwester Frieda. Die verwindet den Vorwurf des über alles geliebten Bruders nicht und bringt sich um. Heinrich fällt knapp zwei Wochen darauf an der Ostfront. Ein SS-Mann erschießt Alexej im Frühjahr 1944 im KZ Buchenwald.
Als Häftling in einem Frauenlager bringt Kathrin im April 1944 einen Jungen zur Welt. Das Kind sieht wie Alexej aus. Beide werden im Frühjahr 1945 von den Alliierten befreit. Kathrin, mit dem Jungen auf dem Arm, geht auf den Martenhof. Sie will wieder anfangen.

## Form und Interpretation
Brigitte Reimann, die allwissende Erzählerin, macht es sich leicht. Ein klein wenig zu viele Figuren dürfen denken.
Mancher Leser aus dem 21. Jahrhundert mag von der dieser Erzählung immanenten Ideologie schlichtweg überfordert sein. Da ist zum Beispiel von den Lektionen die Rede, die Alexej aus seiner Jugendzeit im Hinterkopf behalten hat, „daß es in jenem Deutschland Arbeiter gab und daß es unter diesen Arbeitern Genossen gab.“ Zu bedenken ist aber, dass die Erzählung nur zwei Jahre nach Stalins Tod geschrieben wurde – in einer DDR, die sich unter anderem zwei Leitsätze auf die Fahne geschrieben hatte. Sühne für die Schuld und Neubeginn in Ostdeutschland nach dem Untergang des Deutschen Reiches im Mai 1945.
Zwei oben genannte Stellen im Text widerspiegeln jene zwei Absichten. Da ist erstens jene Stelle, an der sich Kathrin vom Mord an Zivilisten in der Sowjetunion distanziert. Und zweitens muss Kathrins beabsichtigter Neubeginn 1945 auf dem Martenhof genannt werden.

## Rezeption
- Der Autorin gelingen an etlichen Stellen poetische Bilder – zum Beispiel „in ihren [Kathrins] wasserhellen Augen sprühten grüne Pünktchen“[8] – die Dohms[9] zum Teil als sentimental abtut.
- Der Text sei voll von kommunistisch-antifaschistischer Metaphorik, zumeist an den christlichen Mythos der Bibel angelehnt.[10]
- Anno 1956 war es in der DDR-Öffentlichkeit völlig deplatziert, jemanden – wie einige Einwohner des Dorfes, in dem 1943/44 die Geschichte handelt – andauernd so pejorativ über die sowjetischen – nun mittlerweile – Freunde reden zu lassen. Umso achtenswerter ist heute in inzwischen freiheitlicher Zeit der Mut der Autorin und des Verlages.

## Verfilmung
Das Fernsehspiel von Werner Schulz-Wittan nach dem Drehbuch der Autorin, Ko-Autor, ihr Gatte Siegfried Pitschmann, Dramaturgie: Manfred Dorschan wurde am 21. Januar 1962 im DFF ausgestrahlt. Karla Runkehl spielte die Kathrin, Hilmar Thate den Alexej, Helmut Müller-Lankow den Heinrich Marten, Hanna Rieger die Frieda Marten, Hans-Dieter Schlegel den Horst Lange, Fritz Schlegel den Anders und Anne Dessau seine Enkelin Grete.
Die Erzählung wurde im Jahr 1990 erneut unter dem Titel Erster Verlust durch Maxim Dessau verfilmt, der gemeinsam mit Peter Badel das Drehbuch schrieb.

### Textausgaben
Erstausgabe
- Brigitte Reimann: Die Frau am Pranger. Verlag Neues Leben, Berlin 1956. 150 Seiten, Leinen

Verwendete Ausgabe
- Die Frau am Pranger. S. 5–132 in: Brigitte Reimann: Die Frau am Pranger. Das Geständnis. Die Geschwister. 352 Seiten. Verlag Neues Leben, Berlin 1969, Leinen

### Sekundärliteratur
- Barbara Wiesener: Von der bleichen Prinzessin, die ein purpurrotes Pferd über den Himmel entführte – das Utopische im Werk Brigitte Reimanns. Univ. Diss. Dr. phil., Potsdam 2003, 236 Seiten

## Anmerkung
1. ↑  Zum Beispiel denken Kathrin (Verwendete Ausgabe, S. 21, 16. Z.v.o.), Frieda (Verwendete Ausgabe, S. 46, 7. Z.v.o.), Alexej (Verwendete Ausgabe, S. 53, 11. Z.v.o.), Heinrich Marten (Verwendete Ausgabe, S. 118, 2. Z.v.u.) und sogar eine Nebenfigur wie der Bauer Anders (Verwendete Ausgabe, S. 109, 7. Z.v.o.).